# Réacteur CAP1000
Le réacteur CAP1000 (pour Chinese AP1000) est un réacteur nucléaire à eau pressurisée (REP) chinois de troisième génération, développant une puissance électrique nette de 1 160 MWe. Il s'agit d'un version sinisée du réacteur AP1000 américain développé par Westinghouse. Sa puissance est équivalente à celle de l'AP1000.
Depuis avril 2025, neuf CAP1000 sont en construction et onze autres sont en projets, tous en Chine.

## Historique
Ce développement est rendu possible par un important transfert de technologie de Westinghouse, acté lors de la décision de construction des quatre AP1000 des centrales de Sanmen et de Haiyang. Les quelques différences avec l'AP1000 consistent en une mise aux standards chinois, l'application de modifications post-accident de Fukushima et des modifications de modularité.
Après les difficultés de construction des quatre AP1000 chinois, tous les projets de construction de réacteurs AP1000 en Chine sont remplacés par des réacteurs CAP1000.
En 2012, Dongfang Electric Corporation annonce maîtriser la fabrication d'une pièce importante du refroidissement qui sera installée dans les réacteurs CAP1000.
Les deux premiers réacteurs CAP1000 « démonstrateurs » sont en construction à la centrale nucléaire de Haiyang : Haiyang-3, en construction depuis le 7 juillet 2022 et Haiyang-4, en construction depuis le 22 avril 2023.

## Caractéristiques techniques
Le réacteur CAP1000 appartient à la filière des réacteurs à eau pressurisée (REP), et fait partie de la troisième génération de réacteur nucléaire. Sa puissance est similaire à celle de l'AP1000 dont il est dérivé, soit une puissance thermique délivrée par la chaudière nucléaire de 3 400 MWth, une puissance électrique brute (en sortie d'alternateur) à 1 250 MWe, et une puissance électrique nette (disponible pour le réseau) de 1 160 MWe. Ses caractéristiques techniques globales sont similaires à celles de l'AP1000 dont il est dérivé. Les principales différences sont une mise en conformité du design avec les normes chinoises (dites GB6429), une réorganisation de la logistique du chantier, une chaine d'approvisionnement principalement chinoise, des modifications post-Fukushima et une conception très modulaire.

### Modularité
Tout comme l'AP1000, le CAP1000 est prévu pour être construit de manière modulaire : les principaux modules sont assemblés en usine puis transportés sur le site de construction du réacteur. Pour les modules les plus massifs (dit « super modules » et pesant jusqu'à 1 100 tonnes), ils sont assemblés à proximité du site de construction avant d'être installés par grue dans le bâtiment réacteur,.

## Réacteurs CAP1000 dans le monde
Les caractéristiques des réacteurs sont données dans les tableaux ci-après ; les données sont principalement issues de la base de données PRIS (Power Reactor Information System) de l’Agence international de l'énergie atomique (AIEA) qui définit ainsi les termes :
- la puissance nette correspond à la puissance électrique délivrée sur le réseau et sert d'indicateur en termes de puissance installée ;
- la puissance brute correspond à la puissance délivrée par l'alternateur (soit la puissance nette augmentée de la consommation interne de la centrale) ;
- la puissance thermique correspond, à la puissance délivrée par la chaudière nucléaire.

Le début de construction correspond à la date de coulage des fondations du bâtiment réacteur. Une tranche (nom utilisé pour un réacteur complet) est considérée comme opérationnelle après son premier couplage au réseau électrique. La mise en service commerciale est le transfert contractuel de l’installation du constructeur vers le propriétaire ; intervenant en principe après réalisation des tests réglementaires et contractuels, et après fonctionnement continu à 100 % pendant une durée définie au contrat de construction.
| Pays  | Centrale  | Unité | Statut          | Puissance   | Puissance   | Puissance        | Constructeur | Début de construction | Première divergence | Raccordement au réseau | Mise en service commercial |
| Pays  | Centrale  | Unité | Statut          | Nette [MWe] | Brute [MWe] | Thermique [MWth] | Constructeur | Début de construction | Première divergence | Raccordement au réseau | Mise en service commercial |
| ----- | --------- | ----- | --------------- | ----------- | ----------- | ---------------- | ------------ | --------------------- | ------------------- | ---------------------- | -------------------------- |
| Chine | Haiyang   | 3     | En construction | 1 161       | 1 253       | 3 400            | SPIC         | 7 juillet 2022        |                     |                        |                            |
| Chine | Haiyang   | 4     | En construction | 1 161       | 1 253       | 3 400            | SPIC         | 22 avril 2023         |                     |                        |                            |
| Chine | Haiyang   | 5     | En projet       | ~1 161      | ~1 253      | ~3 400           | SPIC         |                       |                     |                        |                            |
| Chine | Haiyang   | 6     | En projet       | ~1 161      | ~1 253      | ~3 400           | SPIC         |                       |                     |                        |                            |
| Chine | Lianjiang | 1     | En construction | 1 224       | 1 224       | 3 400            | SPIC         | 27 septembre 2023     |                     |                        | ~2028                      |
| Chine | Lianjiang | 2     | En construction | 1 224       | 1 224       | 3 400            | SPIC         | 26 avril 2024         |                     |                        |                            |
| Chine | Lianjiang | 3     | En projet       | ~1 224      | ~1 224      | ~3 400           | SPIC         |                       |                     |                        |                            |
| Chine | Lianjiang | 4     | En projet       | ~1 224      | ~1 224      | ~3 400           | SPIC         |                       |                     |                        |                            |
| Chine | Lianjiang | 5     | En projet       | ~1 224      | ~1 224      | ~3 400           | SPIC         |                       |                     |                        |                            |
| Chine | Lianjiang | 6     | En projet       | ~1 224      | ~1 224      | ~3 400           | SPIC         |                       |                     |                        |                            |
| Chine | Lufeng    | 1     | En construction | 1 161       | 1 200       | 3 400            | CGNPC        | 24 février 2025       |                     |                        |                            |
| Chine | Lufeng    | 2     | En projet       | ~1 160      | ~1 250      | ~3 400           | CGNPC        |                       |                     |                        |                            |
| Chine | Lufeng    | 3     | En projet       | ~1 160      | ~1 250      | ~3 400           | CGNPC        |                       |                     |                        |                            |
| Chine | Lufeng    | 4     | En projet       | ~1 160      | ~1 250      | ~3 400           | CGNPC        |                       |                     |                        |                            |
| Chine | Sanmen    | 3     | En construction | 1 163       | 1 251       | 3 400            | CNNC         | 28 juin 2022          |                     |                        |                            |
| Chine | Sanmen    | 4     | En construction | 1 163       | 1 251       | 3 400            | CNNC         | 22 mars 2023          |                     |                        |                            |
| Chine | Xudabao   | 1     | En construction | 1 000       | 1 200       | 2 905            | CNNC         | 3 novembre 2023       |                     |                        | ~2028                      |
| Chine | Xudabao   | 2     | En construction | 1 000       | 1 200       | 2 905            | CNNC         | 17 juillet 2024       |                     |                        | ~2029                      |
| Chine | Xudabao   | 5     | En projet       | ~1 000      | ~1 200      | ~2 905           | CNNC         |                       |                     |                        |                            |
| Chine | Xudabao   | 6     | En projet       | ~1 000      | ~1 200      | ~2 905           | CNNC         |                       |                     |                        |                            |